# Baureihe 45
Baureihe 45 – niemiecka lokomotywa parowa produkowana w latach 1936-1940 dla kolei niemieckich. Wyprodukowanych zostało 26 lokomotyw. Parowozy zostały wyprodukowane do prowadzenia ciężkich pociągów towarowych na południowoniemieckich liniach kolejowych. Jeden parowóz zachowano jako eksponat zabytkowy.